# Polyipnus polli
Polyipnus polli is een straalvinnige vissensoort uit de familie van diepzeebijlvissen (Sternoptychidae). De wetenschappelijke naam van de soort is voor het eerst geldig gepubliceerd in 1961 door Schultz. De naam verwijst naar de Belgische ichtyoloog Max Poll.